# The Taylor Swift Holiday Collection
The Taylor Swift Holiday Collection (первинна назва Sounds of the Season: The Taylor Swift Holiday Collection) — різдвяний мініальбом американської кантрі-поп співачки Тейлор Свіфт. В США вийшов 14 жовтня 2007 року через лейбл Big Machine Records ексклюзивно для магазинів Target і виключно в цифровому вигляді. Первинно випуск був обмежений зимовим святковим сезоном 2007 року, але пізніше був перевипущений для iTunes та Amazon.com 2 грудня 2008 року, і для магазинів Target в жовтні 2009 року.
Окрім класичних різдвяних пісень, альбом містить два нових оригінальних треки: пісня «Christmas Must Be Something More», єдиним автором якої є сама Тейлор, а також «Christmases When You Were Mine», яка написана не лише Тейлор Свіфт, а й Нейтаном Чапманом й Ліз Роуз.

## Фон і композиція
Для оригінального випуску The Taylor Swift Holiday Collection Свіфт співпрацювала з американською компанією Target. Альбом був доступний як ексклюзивний обмежений випуск у магазинах Target у Сполучених Штатах та онлайн на сайті Target.com. Обкладинка колекції Taylor Swift Holiday Collection — це кадр з музичного відео Свіфт на пісню «Teardrops on My Guitar» (2007).
6 жовтня 2009 року мініальбом був перевиданий Target і став доступним для цифрового завантаження в iTunes Store і Amazon.com. Були внесені незначні зміни в обкладинку. Також з назви вилучили фразу Sounds of the Season: залишивши її просто The Taylor Swift Holiday Collection.
The Taylor Swift Holiday Collection — це святкова музика з елементами кантрі-поп. Мініальбом в основному складається з кавер-версій святкових хітів і різдвяних колядок.
Перший трек мініальбому — це кавер-версія пісні «Last Christmas» від Wham! з їх альбому 1986 року Music from the Edge of Heaven. Наступна, оригінальна пісня «Christmases When You Were Mine» була написана Свіфт, Ліз Роуз і Нейтаном Чапменом. Нині це єдина пісня, яку коли-небудь записала Свіфт, у якій Чепмен є співавтором. У всіх інших їхніх співпрацях Чепмен згадується лише як продюсер. Тейлор також зробила кавер на «Santa Baby», пісню 1953 року, яку спочатку виконувала Ерта Кітт. «Silent Night» — це кавер на різдвяну колядку, яка музично виконується по-різному, замінюючи інструменти від фортепіано до акустичної гітари. «Christmas Must Be Something More» — це друга оригінальна пісня з The Taylor Swift Holiday Collection, написана Свіфт самостійно. Завершальний трек — це переспів пісні Ірвінга Берліна «White Christmas», яку популяризував Бінг Кросбі у своєму однойменному альбомі 1942 року.

## Критичне сприйняття
Альбом отримав загалом позитивні відгуки критиків.
Стівен Томас Ерлевайн з Allmusic сказав, що абсолютно усі пісні з The Taylor Swift Holiday Collection «чіткі з життєрадісним аранжуванням, відповідні зимовому й різдвяному сезону, але також вірні яскравому кантрі-попу». Крейг Шелберн з CMT сказав: «Вона (Тейлор) зірка, представниця нового покоління чутливих дівчат, віднайшла нове й чудове звучання меланхолійної, але такої мелодійної пісні „Last Christmas“». Ден Маклінтош з Country Standard Time підсумував: «Свіфт — чудова співачка, яка знаходить способи описати щирі емоції в кожному рядку, який вона виконує». Billboard назвав альбом 18-м найкращим різдвяним альбомом двадцять першого століття.

## Комерційний успіх
За тиждень The Taylor Swift Holiday Collection дебютував під номером вісімдесят вісім у Billboard 200. Наступного тижня мініальбом піднявся на сорок шосте місце у цьому самому списку. Після перевидання у 2009 році альбом знову увійшов до рейтингу Billboard 200 під номером двадцять, що стало його піком. У списку The Taylor Swift Holiday Collection пробув двадцять чотири тижні.
Під час святкового сезону 2007 року мініальбом досяг вісімнадцятого місця в рейтингу найкращих кантрі альбомів та двадцять другого місця в рейтингу найкращих святкових альбомів, а під час святкового сезону 2009 року він досяг чотирнадцятого місця як у списку найкращих альбомах країни, так і в списку найкращих святкових альбомів. Станом на липень 2019 року було продано 1,08 мільйона копій у Сполучених Штатах.
Свіфт вперше виконала пісню з The Taylor Swift Holiday Collection під назвою «Silent Night» 28 листопада 2007 року в Нью-Йорку в Рокфеллер-центрі. Виконання транслювалося на шоу The Today Show. Потім вона виконала «Christmases When You Were Mine» 29 листопада 2007 року в місті Сент-Чарльз, штат Міссурі, на Family Arena і «Santa Baby» у Блумінгтоні, штат Міннесота, у торговому центрі Mall. Свіфт знову з'явилася на The Today Show на Різдво 2007 року, виконавши «Christmases When You Were Mine» та «Silent Night».
Усі композиції, окрім «Christmas Must Be Something More», звучали на кількох місцевих радіостанціях, і тому кожна з них потрапила в чарт Billboard Hot Country Songs.

## Список композицій
Всі треки спродюсовані Нейтаном Чапманом.
| #     | Назва                              | Автор                                           | Тривалість |
| ----- | ---------------------------------- | ----------------------------------------------- | ---------- |
| 1.    | «Last Christmas»                   | Джордж Майкл                                    | 3:28       |
| 2.    | «Christmases When You Were Mine»   | Тейлор Свіфт Ліз Роуз Нейтан Чапман             | 3:06       |
| 3.    | «Santa Baby»                       | Joan Ellen Javits Philip Springer Tony Springer | 2:41       |
| 4.    | «Silent Night»                     | Йозеф Мор Франц Ксавер Грубер                   | 3:32       |
| 5.    | «Christmas Must Be Something More» | Свіфт                                           | 3:52       |
| 6.    | «White Christmas»                  | Ірвінг Берлін                                   | 2:34       |
| 19:15 |                                    |                                                 |            |

## Чарти
Тижневі чарти
| Чарт (2007)                               | Місце |
| ----------------------------------------- | ----- |
| U.S. Billboard 200                        | 46    |
| U.S. Billboard Top Country Albums         | 14    |
| U.S. Billboard Top Holiday Albums         | 14    |
| U.S. Billboard Top Country Catalog Albums | 1     |

Річні чарти
| Чарт (2010)      | Місце |
| ---------------- | ----- |
| US Billboard 200 | 70    |
| Чарт (2011)      | Місце |
| US Billboard 200 | 193   |

## Продажі
| Країна     | Сертифікація (таблиця продажів та сертифікатів) | Продажі    |
| ---------- | ----------------------------------------------- | ---------- |
| США (RIAA) | Платина                                         | +1,100,000 |